# Saint-Ouen-de-Pontcheuil
Saint-Ouen-de-Pontcheuil település Franciaországban, Eure megyében. Lakosainak száma 101 fő (2022. január 1.). Saint-Ouen-de-Pontcheuil Le Thuit-de-l'Oison, Saint-Pierre-des-Fleurs, Le Bec-Thomas, Fouqueville és Amfreville-Saint-Amand községekkel határos.

## Népesség
A település népessége az elmúlt években az alábbi módon változott:
| Lakosok száma | 53   | 89   | 108  | 98   | 99   | 98   | 95   | 99   | 101  | 101  |
|               | 1968 | 1982 | 1990 | 2006 | 2013 | 2015 | 2017 | 2019 | 2020 | 2022 |